# Thiago Silva (kampsportare)
Thiago Anderson Ramos da Silva, född 12 november 1982 i São Paulo i Brasilien, är en MMA-utövare som tävlar som lätt tungviktare i organisationen UFC.
Silva gick sin första professionella MMA-match den 10 september 2005 när han vann på knockout mot Rubens Macula. Under första delen av sin karriär tränade Silva med det brasilianska Chute Boxe Academy som producerat världsstjärnor som före detta Pride-mästaren i mellanvikt Wanderlei Silva och UFC-mästaren i mellanvikt Anderson Silva. Sina åtta första matcher gick han i Brasilien innan han fick chansen att gå en match i den japanska organisationen Pancrase i februari 2007, han besegrade då Tatsuya Mizuno och behöll sitt facit som obesegrad efter sina nio första professionella matcher.
Den 26 maj 2007 debuterade han i UFC på UFC 71 och besegrade James Irvin på knockout en minut in i första ronden. I UFC vann Silva sina första fyra matcher och hade ett matchfacit på 13 segrar (varav 10 på knockout) och 0 förluster inför mötet med den högt rankade Lyoto Machida på UFC 94 den 24 maj 2008. Machida vann matchen på knockout, när en sekund återstod av den första ronden och blev därmed den första att besegra Silva.
Silva mötte Alexander Gustafsson på UFC on Fuel TV: Gustafsson vs. Silva på Globen i Stockholm den 14 april 2012 och förlorade på poäng efter 3 ronder.
Thiago Silva sparkades den 7 februari 2014 från UFC efter att ha misstänkts misshandlat sin före detta fru Thaysa Kamiji, för att sedan få sitt kontrakt tillbaka efter det att fallet lades ner. Den 20 september samma år sparkades Thiago återigen av organisationen, efter att Thaysa lagt upp videomaterial som visar på Silvas skyldighet.